# Boissiera squarrosa
Boissiera squarrosa es la única especie del género monotípico Boissiera de plantas herbáceas perteneciente a la familia de las poáceas. Es originario de Asia occidental.

## Descripción
Planta anual, con pelos insertados o solitarias, que alcanza un tamaño de 2-20 (-40) cm de altura. Láminas foliares de hasta 10 cm, rara vez a 18 cm de largo, 3-6 mm de ancho, plana o subinvoluta. Panícula de 3.5-6 (-9) cm de largo, 2-3.5 (-5) cm de ancho incluyendo las aristas. Espiguillas estrechamente oblongas, de 20-40 (-60) de largo incluyendo las aristas; glumas hialinas, glabras, menor estrechamente lanceoladas, de 6-7 mm de largo, 1-3-nervada, la superior lanceolada, 6.5-8 mm de largo, 5 -7-nervada, lemas oblongas, agudas, coriáceas con punta hialina, 10,5 a 12 (-13) mm de largo, pilosos o glabros; aristas de hasta 20 mm de largo; palea, tan largo como el lema pero más estrecho; anteras 0,5 mm de largo.

## Taxonomía
Boissiera squarrosa fue descrita por (Sol.) Nevski y publicado en Trudy Sredne-Aziatskogo Gosudarstvennogo Universiteta. Seriya 8b, Botanika 17: 30. 1934.
Etimología
Boissiera: nombre genérico que fue otorgado en honor del botánico Pierre Edmond Boissier. 
squarrosa: epíteto latino que significa "difusión horizontal; curvada en los extremos"
Citología
El número cromosómico básico del género es x = 7, con números cromosómicos somáticos de 2n = 14 y 28, ya que hay especies diploides y una serie poliploide. Cromosomas relativamente «grandes».
Sinonimia
- Boissiera bromoides Hochst. & Steud.
- Boissiera bromoides var. glabriflora Boiss.
- Boissiera pumilio Stapf
- Boissiera squarrosa (Banks & Sol.) Eig
- Boissiera squarrosa var. glabriflora (Boiss.) Bor
- Bromus pumilio (Trin.) P.M.Sm.
- Euraphis pumilio (Trin.) Kuntze
- Euraphis squarrosa (Banks & Sol.) Soják
- Pappophorum pumilio Trin.
- Pappophorum sinaicum Trin.
- Pappophorum squarrosum Banks & Sol.[4][5]